# ASR Nederland
A ASR Nederland é uma seguradora holandesa com sede em Utrecht. Na sua estrutura actual, a empresa foi criada em 2008, quando o negócio dos seguros foi separado do banco Fortis, quando este foi adquirido pelo governo holandês durante a crise financeira de 2007-2010. O governo recuperou o nome antigo que havia sido usado antes da aquisição por parte do Fortis, que tivera lugar em 2000.
Em 2015 foi anunciado que o governo iria colocar a ASR em bolsa no ano seguinte.

## Inclusão no índice AEX
A ASR Nederland faz parte do AEX, o principal índice bolsista neerlandês, desde 20 de Março de 2023. e actualmente tem um peso de 0,75% no índice.